# Вой 2
«Вой 2: Твоя сестра — оборотень» (другое название «Вой 2: Стирба — оборотень-сука») (англ. Howling II: Your Sister Is A Werewolf) — фильм режиссёра Филиппа Мора. Экранизация произведения, автор которого — Гэри Брэнднер.

## Сюжет
Главный герой Бен Уайт хоронит свою сестру Карэн. На похоронах Бен и его подруга Дженни знакомятся с неким Стефаном Кроско — сыщиком-оккультистом. Стефан утверждает, что Карэн при жизни была оборотнем и, чтобы её душа нашла упокоение, необходимо вогнать ей в сердце серебряный кол, а также рассказывает о Стирбе. Стирба — одна из самых старейших и могущественных оборотней. В следующее полнолуние ей должно исполниться 10 000 лет, и тогда проснутся все «скрытые» оборотни, а эволюция повернёт вспять. Молодые люди не верят Стефану, но очень скоро убеждаются, что всё сказанное им — правда. Естественно, трое храбрецов решают остановить силы тьмы и отправляются в Трансильванию, где должны находиться Стирба и одна из крупнейших общин оборотней.

## В ролях
- Кристофер Ли — Стивен Кросскоу
- Энни МакЭнро — Дженни Тэмплтон
- Рэб Браун — Бен Уайт
- Марша А. Хант — Мариана
- Сибил Дэннинг — Стирба
- Джудд Омен — Влад
- Ферди Мэйн — Эрл
- Патрик Филд — Дикон
- Джимми Нейл — Дом
- Стивен Боновски — Лунный Дьявол
- Джеймс Кроуфорд — Американский священник
- Жири Критинар — Вазил
- Ладислав Кречмер — Отец Флорин
- Ян Краус — Тондо
- Пётр Шарке — Константин